# Cautious Hero: The Hero is Overpowered but Overly Cautious
Cautious Hero: The Hero is Overpowered but Overly Cautious (litt. « Le héros est surpuissant mais excessivement prudent »), de son titre original Kono yūsha ga ore TUEEE kuse ni shinchō sugiru (この勇者が俺TUEEEくせに慎重すぎる, Kono yūsha ga ore Tsueee kuse ni shinchō sugiru, litt. « Ce héros est surpuissant mais beaucoup trop prudent »), aussi abrégée Shinchō yūsha (慎重勇者, litt. « Le héros prudent ») , est une série de light novel écrite par Light Tuchihi et illustrée par Saori Toyota ; publiée à l'origine en ligne sur le site Kakuyomu, la série est éditée par Kadokawa depuis février 2017,.
La série suit les aventures du « Héros » Seiya, beaucoup trop précautionneux en dépit de la déesse Rista qui l'accompagne depuis son invocation dans ce nouveau monde.
Une adaptation en manga de Koyuki est publiée dans le Monthly Dragon Age de Kadokawa depuis novembre 2018 à octobre 2022. La version française est publiée par Doki-Doki depuis septembre 2020,.
Une adaptation en série télévisée d'animation par le studio White Fox est diffusée pour la première fois au Japon entre octobre et décembre 2019,.

## Synopsis
Pour gérer Geaburande, un monde aux airs de jeu vidéo de rôle japonais avec une difficulté de salut de rang S et auquel elle a été assignée, la déesse débutante de la guérison Ristarte doit invoquer un « Héros » chargé — avec son concours — de progresser et gagner en puissance, tel un personnage de jeu de rôle, à fin de sauver ledit monde en vainquant son Roi-Démon ainsi que les généraux et agents de ce dernier. Parmi plusieurs candidats potentiels, son choix se porte sur un Humain singulier : un Japonais taciturne, bien fait de sa personne et aux statistiques de départ exceptionnellement élevées, Seiya Ryūgūin.
Cependant, bien que Seiya se révèle effectivement exceptionnel à tous les égards, elle ne s'attendait pas à ce qu'il ait une caractéristique qui, en proportion, puisse autant l'énerver : il est « incroyablement prudent ».
Et avec sa prudence presque pathologique, ce « Héros » n'y va pas de main morte : par exemple, il n'hésite pas à s'équiper lourdement en s'achetant plusieurs armures à la fois ou encore, à « gâcher » ses plus puissantes capacités contre des ennemis réputés les plus faibles qui soient, tels que des Slime.
Ristarte doit ainsi se résigner à être accompagnée d'un Héros trop anxieux pour sauver Geaburande et être reconnue par ses pairs comme une divinité accomplie.

## Personnages

### Principaux
Seiya Ryūgūin (竜宮院聖哉, Ryūgūin Seiya)
Voix japonaise : Yūichirō Umehara,
Le protagoniste de l'histoire.
Un Japonais aux statistiques de base exceptionnellement élevées, qui est invoqué au domaine des dieux par Ristarte pour devenir son « Héros » censé libérer le monde de Geaburande de l'invasion du Roi-Démon et de ses généraux.
Du type taciturne, réfléchi, musclé et plutôt bel homme — au point de faire par moments, et sans y faire attention, tourner la tête de certaines déesses (dont Ristarte), Héros surpuissant et pragmatique excellant dans tout ce qu'il entreprend, Seiya pourrait presque prétendre au titre de « Gary Stu de service » s'il n'y avait pas tout de même une ombre significative au tableau : il est beaucoup trop prudent, ce qui fait qu'il possède un sens des priorités très particulier qui a le don (involontaire) d'énerver facilement son entourage. À cause de cette prudence pathologique qui semble parfois frôler la paranoïa, il lui arrive de passer pour un « insensible » voire, un « malade » quand cela le pousse à des méthodes jugées excessives, et potentiellement dangereuses si elles comportent des dommages collatéraux.
Ristarte (リスタルテ, Risutarute) / « Rista » (リスタ, Risuta) (diminutif)
Voix japonaise : Aki Toyosaki,
Déesse de la guérison qui est chargée d'invoquer, au choix parmi plusieurs candidats, un « Héros » d'un autre monde pour sauver celui de Geaburande, elle choisit Seiya en constatant ses statistiques de départ exceptionnelles et l'accompagne personnellement durant sa quête.
Divinité novice aux yeux violets, à la longue chevelure dorée et à la plastique avantageuse, son apparence lui donne authentiquement des allures divines, qui dénotent toutefois avec sa personnalité : en effet, elle se révèle en réalité assez embêtante — voire « inutile » — pour Seiya, dont le physique lui aussi très avantageux — pour un mortel — nourrit (avec la tentation de briser l'interdit formel pour les divinités de coucher avec un Humain) ses fantasmes monomaniaques teintés d'arrières-pensées perverses et de certains comportements fétichistes.
Son statut de déesse chaperonnant son Héros lui permet, notamment, de passer — seule ou avec lui — entre son plan et le monde concerné, ainsi que de déployer des ailes pour voler. Parce que c'est son attribut premier, elle possède naturellement des pouvoirs de soin.

### Secondaires

#### Geaburande
Geaburande (ゲアブランデ) est le monde de rang S que Seiya Ryūgūin, en qualité de « Héros » chaperonné par la déesse Ristarte, est censé sauver de son Roi-Démon ainsi que de ses généraux.

##### Protagonistes de Geaburande
Mush (マッシュ, Masshu) / Mush Dragonight (マッシュ＝ドラゴナイト, Masshu-Doragonaito)
Voix japonaise : Kengo Kawanishi,
Un jeune guerrier descendant du Clan Dragon qui est l'ami d'enfance d'Elh.
Comme elle, il devient l'un des porteurs de Seiya.
Elh (エルル, Eruru)
Voix japonaise : Aoi Koga,
Une jeune mage descendante du Clan Dragon qui est l'amie d'enfance de Mush.
Comme lui, elle devient l'un des porteurs de Seiya.

##### Armée du Roi-Démon
Chaos Machina (ケオス＝マキナ, Keosu-Makina)
Voix japonaise : Chiaki Takahashi
Une démone à cornes, la première des quatre généraux du Roi-Démon de Geaburande à rencontrer Seiya à ses débuts avec Ristarte, ayant senti leur présence et les prenant en chasse peu après leur première arrivée. Ayant pris, après leur repli vers le domaine des dieux, les habitants du village pour débutants en otage afin de forcer le Héros à revenir, car ardemment désireuse de l'affronter, elle obtiendra gain de cause mais en périra au bout du compte.
Violente et sanguinaire, elle se bat en utilisant la force brute, qu'elle peut augmenter avec sa masse musculaire. En dehors du maniement premier de sa massive épée maudite au combat, elle active également sa Malédiction démonique en s'empalant elle-même avec, pour reprendre sa véritable forme : celle d'une bête démoniaque draco-ovine.
Mars (マルス, Marusu)
Voix japonaise : Eiichirou Tokumoto
Prêtre d'Andet, il accueille en compagnie d'une sœur Seiya et Ristarte dans l'église locale pour leur rencontre avec Mush et Elh.
Il est rapidement percé à jour par Seiya comme étant en réalité un mort-vivant infiltré de Death Magra.
Death Magra (デスマグラ, Desu Magura)
Voix japonaise : Yūji Ueda
Un sorcier liche, le second des quatre généraux du Roi-Démon de Geaburande à affronter Seiya, après qu'il a enlevé et torturé Mush pour se venger du Héros, qui venait d'anéantir seul son armée de morts-vivants près d'Andet : cependant, il est facilement débusqué par Seiya et ses suiveuses, puis vaincu par ce dernier à la suite du sauvetage de Mush.
N'étant pas un combattant, il attaque généralement par des moyens détournés ou à distance, en faisant apparaître puis contrôlant des créatures magiques ou alors, avec sa propre magie.
Kilkapul (キルカプル, Kirukapuru)
Voix japonaise : Hitoshi Bifu
Le troisième des quatre généraux du Roi-Démon de Geaburande rencontrés par Seiya, montré dans un premier temps comme un ancien nain ordinaire et affable gérant innocemment sa boutique avec sa petite famille au village d'Izale, dernière étape du groupe d'aventuriers avant l'Antre du Dragon.
Également révélé comme un invocateur lorsqu'il dévoile plus tard son vrai visage, il coupe l'herbe sous le pied de Seiya et de ses compagnons avant leur arrivée : ayant fait appel aux pouvoirs d'Adamantoise, une tortue monstrueuse, pour détruire un artéfact capital censé être destiné au Héros pour vaincre le Roi-Démon (une légendaire armure réputée autrement indestructible), il sacrifie tout son village ainsi que sa femme, son fils et même sa propre vie, dans un rituel d'invocation du Thanatos Croisé, monstre interdimensionnel quasiment invincible.
Beel Bub (ベル＝ブブ, Beru-Bubu)
Voix japonaise : Kanehira Yamamoto (ja)
Une mouche anthropomorphique monstrueuse qui est chef d'une unité d'assaut aérienne du Roi-Démon, la « Mouche d'assaut volant » (フライ・アサルトフライ, Furai Asarutofurai, Fly Assault Fly).
À fin d'attirer le Héros, il attaqua avec son unité le fort d'Orga. Prenant en otage Rosalie Rosgald, venue par impatience et frustration le défier seule pour venger ses hommes tombés contre lui, il s'envole jusqu'au-dessus des nuages pour se mettre hors de portée depuis le sol, et obliger Seiya à un combat aérien : alerte et dur à atteindre, il est malgré cela finalement abattu grâce à la prévoyance du Héros ainsi que la compétence de flèche magique que ce dernier venait d'apprendre de la déesse Mitis.
Il a une personnalité cruelle et impitoyable, tuant les soldats capturés avec ses subordonnés et qu'il s'amuse à surnommer des « feux d'artifice inversés », en les emportant au plus haut dans le ciel puis les relâchant pour les laisser s'écraser au sol, à fin de répandre le plus possible le contenu de leurs corps encore chauds. Comme il n'est pas l'un des généraux, son score de capacité n'est pas si bon à première vue, néanmoins il demeure un seigneur de guerre aérienne spécialisé dans la mobilité : il a une agilité et une acuité visuelle surhumaines qui peuvent même déjouer la Flêche de Lumière, pourtant censée être inévitable.
Eraser Kaiser (イライザ＝カイゼル, Iraiza-Kaizeru)
Voix japonaise : Hiroshi Tsuchida
Une bête ovine anthropomorphique musculeuse et à six bras, le dernier des quatre généraux du Roi-Démon de Geaburande à apparaître, aux portes de la capitale de l'Empire de Rosgald — Orphée — avec ses troupes d'élite démoniaques censées prendre d'assaut la cité.
Il est cependant défié et facilement tué par leur souverain « l'Impétueux », père de Rosalie.

##### Clan Dragon
Le Clan Dragon (竜族, Ryūzoku, litt. « Tribu/Clan/Famille draconique ») est le peuple dont sont originaires Mush et Elh. Comme le suggère son nom, il est composé de Dragonoïdes, en apparence plus « draconiques » que la fratrie. Ils vivent dissimulés dans le Village aux Dragons (竜の里, Ryū no sato), qui est accessible depuis l'Antre du Dragon (竜の洞窟, Ryū no dōkutsu, litt. la « Grotte du dragon ») grâce au lignage de Mush et Elh.
Leviae (リヴァイエ, Rivaie)
Voix japonaise : Masako Katsuki
La Mère-Roi Dragon (竜王母, Ryūō haha), chef du Clan Dragon vivant avec ce dernier au Village aux Dragons.
Elle peut reprendre une forme complète de dragon de dix mètres et possède le pouvoir de stimuler, de même, leur propre nature draconique à ses congénères.

##### Empire de Rosgald
L'Empire de Rosgald (ロズガルド帝国, Rozugarudo teikoku) est la patrie homonyme de Rosalie Rosgald. C'est une puissante nation humaine de Geaburande qui parvient — tant bien que mal — à résister à l'invasion de l'armée du Roi-Démon. Sa capitale est Orphée et il comprend le fort d'Orga (オルガの砦, Oruga no toride).
Rosalie Rosgald (ロザリー＝ロズガルド, Rozarī Rozugarudo)
Voix japonaise : Yumiri Hanamori (ja)
Une chevaleresse et la future impératrice de Rosgald.
Elle est la fille de l'actuel souverain, « l'Impétueux », et possède une personnalité à l'opposé de celle de Seiya car elle fonce toujours aveuglément dans la bataille sans planifier, ni même réfléchir parfois et en improvisant dans l'instant.
Ce dernier n'hésite pas à lui distribuer une paire de gifles lorsque cela est nécessaire pour calmer sa violence, son impertinence ou même son arrogance, ce qui a néanmoins pour effet occasionnel de la braquer ou de la rendre hystérique.
Wolks Rosgald (ウォルクス＝ロズガルド, Worukusu Rozugarudo) / « l'Impétueux » (戦帝, sentei, litt. l'« Empereur de guerre » ; par ext. le « Seigneur/Maître de guerre ») (surnom)
Voix japonaise : Tetsuo Kanao (ja) ; Juri Kimura (ja) (enfant) ; Yūki Ono (déshumanisé)
L'actuel souverain vieillissant de Rosgald, ainsi que le père de Rosalie.
Il est autant admiré par celle-ci, qu'il n'est consensuellement reconnu comme un « Héros » par les Humains de Geaburande.
Il possède une capacité lui donnant durant un temps limité une puissance surhumaine : toutefois, par contre-coup cette compétence le fait ensuite proportionnellement — selon l'énergie consommée — régresser, le plus souvent jusqu'au stade de la petite enfance, ce qui le laisse temporairement sans défense s'il n'est pas de suite récupéré et protégé par ses sujets, le temps de recouvrer son apparence.

#### Domaine des dieux
Le domaine des dieux (統一神界, tōitsu shinkai, litt. le « Monde des dieux unifié ») est le plan où vivent les divinités bénéfiques qui se sont unifiées dans la gestion des divers mondes habités par les créatures mortelles. Le temps s'y déroule plus lentement par rapport à Geaburande et il n'est, comme le suggère son nom, en principe accessible qu'à ces derniers, mais aussi exceptionnellement aux « Héros » qu'ils choisissent pour sauver l'un desdits mondes menacés d'être conquis par des agents maléfiques.
Ariadoa (アリアドア)
Voix japonaise : Hibiku Yamamura (ja),
Déesse des sceaux et aînée de Ristarte, dont elle est une amie très proche ainsi que confidente et soutien.
Sa grosse poitrine (bonnet G) fait des jalouses — y compris Ristarte (malgré son bonnet D) — et suscite le désir chez Valkyr de les tripoter.
Elle a sauvé des centaines de mondes de haute difficulté, ce qui lui vaut sa classe supérieure ainsi que son expérience actuelle. Également douce et avenante, elle se révèle plusieurs fois d'un bon secours pour Ristarte et révèle à Mush et Elh leur potentiel respectif : elle accepte volontiers de les entraîner pour les aider à les développer.
Cercé (セルセウス, Seruseusu)
Voix japonaise : Atsushi Ono (ja),
Dieu de l'escrime, l'un des seuls dans le domaine des dieux, il est la première divinité à initier Seiya à son art.
Il était sûr de ces capacités jusqu'à l'entraînement de ce Héros, qui l'aura tellement poussé à ses limites et traumatisé qu'il en finira dégoûté à la simple vue d'une lame, et aspirera à se reconvertir en « Dieu pâtissier ».
Après que Seiya et Ristarte aient été rejoints par Mush et Elh, il accepte néanmoins d'entraîner ce dernier (après s'être assuré qu'il était bel et bien plus faible que lui).
Ishista (イシスター, Ishisutā)
Voix japonaise : Keiko Han,
La grande déesse de la prédiction qui gouverne le domaine divin, elle a l'allure d'une bonne femme âgée.
En dépit des sueurs froides que cela provoque chez Ristarte, Seiya l'appelle constamment « Vieille femme » et ne fait pas plus preuve de révérence envers elle, ce dont elle ne semble toutefois pas se formaliser.
Même si elle fait respecter les règles et appliquer les éventuelles sanctions, comme le veut sa responsabilité, elle est toutefois ouverte d'esprit et peut aussi faire preuve d'une grande compréhension.
Valkyr (ヴァルキュレ, Varukyure)
Voix japonaise : Fairouz Ai
Une déesse de la destruction, la plus puissante du domaine divin, elle est la quatrième divinité à initier Seiya à son art (une puissante mais dangereuse invocation de combat).
Garçon manqué habillé de simples chaînes enroulées autour de son corps musclé, elle est de nature à facilement s'énerver, s'adonne à la peinture durant son temps libre et a la manie de harceler sexuellement les autres déesses, trahissant un fétichisme pour leurs poitrines.
Adnela (アデネラ, Adenera)
Voix japonaise : Shiori Izawa
Une déesse de la guerre vivant recluse dans sa sinistre demeure, elle est la seconde divinité à initier Seiya à son art (de l'enchaînement au sabre), après avoir testé sa réactivité face à sa vitesse hors du commun.
Chétive et trahissant une psychologie fragile de yanderekko, parlant avec une anxiété fébrile dans la voix, elle tombe en peu de temps follement amoureuse du Héros durant leurs entraînements pour acquérir sa vitesse et apprendre ses enchaînements d'épée. Son amour transi et délirant pour Seiya — qui n'est ni réciproque ni encouragé — la fait temporairement virer de personnalité en jeune fille débordante de vie, fleur bleue et faisant des efforts pour prendre soin de son apparence, jusqu'à ce qu'elle se prenne un « râteau » (en réalité, l'habituelle et pragmatique indifférence taciturne du Héros) juste avant son départ suivant pour Geaburande, tandis qu'elle lui faisait sa déclaration et émit le souhait passionné de l'accompagner dans ses aventures, sans se soucier des règles. Elle perd alors complètement les pédales et, redevenue fidèle à elle-même, rumine durant son absence sa vengeance de femme repoussée : toutefois, elle est si aveuglément amoureuse de lui qu'en retombant sur Seiya à son retour, elle ne peut s'empêcher d'oublier sa rancune envers lui et « tout lui pardonner ».
Blafarde et cernée aux cheveux ébouriffés et vêtements en lambeaux, l'aspect général qu'elle dégage en temps normal rappelle un zashiki warashi.
Hestica (ヘスティカ, Hesutika)
Voix japonaise : Sayumi Watabe (ja)
Une déesse du feu accompagnée d'une espèce de phénix à son bras et rouge de pied en cap.
Elle accepte sur demande d'initier Elh à la magie du feu : malheureusement, à l'issue de son entraînement elle est sans appel sur l'absence innée d'aptitudes chez la fillette pour maîtriser cette forme de magie.
Elle inspire, par son affrètement ainsi que son attitude digne, une féminité noble et élégante.
Mitis (ミティス, Mitisu)
Voix japonaise : Kotono Mitsuishi
Une déesse de la chasse maniant un arc et vivant à part des autres dans une forêt, elle est la troisième divinité à initier Seiya à son art (la vitesse de tir).
Elle révèle toutefois à la fin de son entraînement, sa véritable nature — après trois jours de refoulement — qui explique sa mise à l'écart et son accessibilité aussi facile envers le Héros : elle est en réalité une nymphomane, détraquée sexuelle aux envies déviantes et, bien qu'elle ait parfaitement conscience de l'interdit (commettre un acte charnel entre divinité et humain), totalement obsédée à l'idée de coucher avec le moindre homme invoqué qui pourrait passer à sa portée (en l’occurrence Seiya, utilisant le prétexte d'un « test ultime » pour s'attacher et se pendre elle-même tête en bas à un arbre, afin de s'offrir à lui comme « récompense » en cas de succès).
Sa soif inassouvie et pathologique de sexe, lorsqu'elle s'exprime, la fait régresser au niveau d'une bête en chaleur prédatrice.

## Productions et supports

### Light novel
Écrite par Light Tuchihi, Kono yūsha ga ore TUEEE kuse ni shinchō sugiru (この勇者が俺TUEEEくせに慎重すぎる) est initialement publiée en ligne sur le site au contenu généré par les utilisateurs Kakuyomu le 4 juin 2016, et dont la publication est toujours en cours. Kadokawa a acquis les droits d'éditions de la série pour une publication imprimée et l'a adaptée en format light novel avec des illustrations de Saori Toyota sous sa marque de publication Kadokawa Books à partir de février 2017. À ce jour, sept volumes ont été publiés. En Amérique du Nord, la maison d'édition Yen Press publie la version anglaise depuis juin 2019,.

#### Liste des volumes
| no | Japonais         | Japonais          |
| no | Date de sortie   | ISBN              |
| -- | ---------------- | ----------------- |
| 1  | 17 février 2017  | 978-4-04-072184-2 |
| 2  | 9 juin 2017      | 978-4-04-072322-8 |
| 3  | 10 novembre 2017 | 978-4-04-072496-6 |
| 4  | 10 mai 2018      | 978-4-04-072716-5 |
| 5  | 10 novembre 2018 | 978-4-04-072956-5 |
| 6  | 10 octobre 2019  | 978-4-04-073349-4 |
| 7  | 10 décembre 2019 | 978-4-04-073417-0 |

### Manga
Une adaptation en manga dessinée par Koyuki est lancée dans le numéro de décembre 2018 du magazine de prépublication de shōnen manga Monthly Dragon Age, paru le 9 novembre 2018, à 7 octobre 2022. Les chapitres sont rassemblés et édités dans le format tankōbon par Kadokawa avec le premier volume publié en mai 2019 ; six volumes tankōbon ont été publiés à ce jour.
En Amérique du Nord, la maison d'édition Yen Press publie la version anglaise du manga depuis avril 2020,. En juin 2020, Doki-Doki a annoncé l'acquisition de la licence du manga pour la version française sous le titre Cautious Hero: The Hero Is Overpowered but Overly Cautious et dont les deux premiers volumes sont sortis en septembre 2020,.

#### Liste des volumes
| no | Japonais         | Japonais          | Français         | Français          |
| no | Date de sortie   | ISBN              | Date de sortie   | ISBN              |
| -- | ---------------- | ----------------- | ---------------- | ----------------- |
| 1  | 9 mai 2019       | 978-4-04-073152-0 | 9 septembre 2020 | 978-2-8189-7836-8 |
| 2  | 9 octobre 2019   | 978-4-04-073355-5 | 9 septembre 2020 | 978-2-8189-7837-5 |
| 3  | 9 septembre 2020 | 978-4-04-073798-0 | 3 février 2021   | 978-2-8189-7838-2 |
| 4  | 8 juin 2021      | 978-4-04-074118-5 | 8 décembre 2021  | 978-2-81898-939-5 |
| 5  | 9 mars 2022      | 978-4-04-074462-9 | 7 septembre 2022 | 978-2-81899-645-4 |
| 6  | 9 décembre 2022  | 978-4-04-074783-5 |                  |                   |

### Anime
Kadokawa a révélé une adaptation en série télévisée d'animation par le studio White Fox avec la mise en ligne d'une bande annonce en novembre 2018,. Celle-ci est réalisée par Masayuki Sakoi avec les scripts écrits par Kenta Ihara et les character designs de Mai Toda reprenant ceux de Saori Toyota, ;  la bande originale composée par Yoshiaki Fujisawa chez Kadokawa. La diffusion de la série a débuté au Japon à partir du 2 octobre 2019 sur AT-X et Tokyo MX, et un peu plus tard sur KBS, SUN, TVA et BS11,. Elle est composée de 12 épisodes répartis dans trois coffrets Blu-ray/DVD. La diffusion du 3e épisode a été retardée d'une semaine pour des « circonstances liées à l'avancement de la production ». De même, le 10e épisode a été retardé d'une semaine en raison de « problèmes de planification de la production », avec un épisode récapitulatif diffusée à sa place.
Wakanim détient les droits de diffusion en simulcast de la série dans les pays francophones sous le titre Cautious Hero: The Hero Is Overpowered but Overly Cautious ; mais également en Allemagne, en Autriche, dans les pays nordiques et dans les pays russophones,,. Funimation la diffuse en Amérique du Nord.
La chanson de l'opening de la série, intitulée TIT FOR TAT, est produite par MYTH & ROID, tandis que celle de l'ending, intitulée be perfect,plz!, est interprétée par Riko Azuna,.

#### Liste des épisodes
| No                                              | Titre français                                          | Titre japonais                    | Titre japonais                                  | Date de 1re diffusion |
| No                                              | Titre français                                          | Kanji                             | Rōmaji                                          | Date de 1re diffusion |
| ----------------------------------------------- | ------------------------------------------------------- | --------------------------------- | ----------------------------------------------- | --------------------- |
| 1                                               | Ce héros est trop arrogant                              | この勇者が傲慢すぎる              | Kono yūsha ga gōman sugiru                      | 2 octobre 2019        |
| 2                                               | Cette déesse novice a une lourde charge sur les épaules | 新米女神には荷が重すぎる          | Shinmai megami ni wa ni ga omo sugiru           | 9 octobre 2019        |
| 3                                               | Ce héros est trop égoïste                               | この勇者は身勝手すぎる            | Kono yūsha wa migatte sugiru                    | 23 octobre 2019       |
| 4                                               | J'ai très peu besoin d'alliés                           | 仲間なんて超いらなすぎる          | Nakama nante chō irana sugiru                   | 30 octobre 2019       |
| 5                                               | Cette déesse est trop sinistre                          | この女神が不気味すぎる            | Kono megami ga bukimi sugiru                    | 6 novembre 2019       |
| 6                                               | La Grande mère dragon est trop sournoise                | 竜王なのにズルすぎる              | Ryūōnanoni zuru sugiru                          | 13 novembre 2019      |
| 7                                               | Cette chevaleresse agit trop comme un chien             | この女騎士が犬っぽすぎる          | Kono jo kishi ga inu ppo sugiru                 | 20 novembre 2019      |
| 8                                               | La perverse a la mauvaise manie d'être trop entretenue  | 清楚なくせに淫乱すぎる            | Seisona kuse ni inran sugiru                    | 27 novembre 2019      |
| 9                                               | Le dieu de la mort est de toute façon trop invisible    | 死神がとにかく無敵すぎる          | Shinigami ga tonikaku muteki sugiru             | 4 décembre 2019       |
| 9.5                                             | Récapitulatif                                           | 総集編                            | Sōshūhen                                        | 11 décembre 2019      |
| Note : Récapitulatif des six premiers épisodes. |                                                         |                                   |                                                 |                       |
| 10                                              | Cet homme est trop fort pour être si âgé                | 老人なのに強すぎる                | Rōjin nano ni tsuyo sugiru                      | 18 décembre 2019      |
| 11                                              | La vérité est trop lourde à porter                      | その真実は重すぎる                | Sono shinjitsu wa omo sugiru                    | 25 décembre 2019      |
| 12                                              | Ce héros est surpuissant mais beaucoup trop prudent     | この勇者が俺TUEEEくせに慎重すぎる | Kono yūsha ga ore Tsueee kuse ni shinchō sugiru | 27 décembre 2019      |

### Sources
1. 1 2  (en) Karen Ressler, « Yen Press Licenses 7 New Manga, 6 New Light Novels : Company to also release yuri anthology book », sur Anime News Network, 17 novembre 2018 (consulté le 10 mai 2019).
2. 1 2  (ja) « TVアニメ「慎重勇者」10月放送開始、ティザービジュアル＆メインスタッフ公開 », sur natalie.mu,‎ 9 mai 2016 (consulté le 10 mai 2019).
3. 1 2  (ja) Light Tuchihi, « この勇者が俺ＴＵＥＥＥくせに慎重すぎる : 序章　女神の苦悩 », sur Kakuyomu,‎ 2 janvier 2015 (consulté le 16 mars 2019).
4. 1 2  (en) Karen Ressler, « Anime Adaptation Listed for Kono Yūsha ga Ore TUEEE Kuse ni Shinchō Sugiru Novels : Novels about strong but cautious hero also get a manga adaptation this week », sur Anime News Network, 6 novembre 2018 (consulté le 10 mai 2019).
5. 1 2 3  (en) Rafael Antonio Pineda, « This Hero is Invincible but "Too Cautious" Novel Ad Confirms TV Anime by White Fox : Novels about strong but cautious hero also get a manga adaptation this week », sur Anime News Network, 7 novembre 2018 (consulté le 10 mai 2019).
6. 1 2  (ja) « 「がっこうぐらし！」海法紀光×「蒼銀」桜井光が原作務める巨弾新連載エイジで », sur natalie.mu,‎ 9 mai 2016 (consulté le 10 mai 2019).
7. 1 2  « Doki-Doki nous présente le manga Cautious Hero », sur manga-news, 4 juin 2020 (consulté le 4 juin 2020).
8. 1 2  « Cautious Hero : un héros surpuissant mais trop prudent arrive chez Doki-Doki ! », sur Doki-Doki, 4 juin 2020 (consulté le 4 juin 2020).
9. 1 2  (ja) « アニメ「慎重勇者」は10月2日から、メインキャラ収めたキービジュアル公開 », sur natalie.mu,‎ 4 septembre 2019 (consulté le 4 septembre 2019).
10. 1 2 3  (en) Jennifer Sherman, « 'The Hero is Overpowered but Overly Cautious' Anime Reveals New Visual, October 2 Premiere : Yuichiro Umehara, Aki Toyosaki star in fantasy comedy anime », sur Anime News Network, 4 septembre 2019 (consulté le 4 septembre 2019).
11. 1 2  (ja) « 「慎重勇者」聖哉は梅原裕一郎、リスタルテは豊崎愛生！ティザーPVも公開 », sur natalie.mu,‎ 8 juillet 2019 (consulté le 8 juillet 2019).
12. 1 2  (en) Rafael Antonio Pineda, « 'The Hero is Overpowered but Overly Cautious' Anime's Video Reveals Cast : Yuichiro Umehara, Aki Toyosaki play main characters in October fantasy comedy anime », sur Anime News Network, 7 juillet 2019 (consulté le 8 juillet 2019).
13. 1 2  (ja) « アニメ「慎重勇者」俺TUEEEな勇者・聖哉の仲間役に河西健吾、古賀葵 », sur natalie.mu,‎ 11 septembre 2019 (consulté le 11 septembre 2019).
14. 1 2  (en) Rafael Antonio Pineda, « 'The Hero is Overpowered but Overly Cautious' Anime Casts Kengo Kawanishi, Aoi Koga : Kawanishi, Koga play dragonblooded fighter, mage in October 2 anime », sur Anime News Network, 11 septembre 2019 (consulté le 11 septembre 2019).
15. ↑  (ja) « 「慎重勇者」第1話先行カット公開、たかはし智秋が魔王軍四天王の1人に », sur natalie.mu,‎ 1er octobre 2019 (consulté le 3 octobre 2019).
16. 1 2 3 4  (ja) « 「慎重勇者」第7話より登場する女神役に三石琴乃、女騎士役に花守ゆみり », sur natalie.mu,‎ 20 novembre 2019 (consulté le 20 novembre 2019).
17. 1 2 3  (ja) « 「慎重勇者」追加キャストに山村響・斧アツシ・潘恵子、第1話の先行配信も », sur natalie.mu,‎ 11 septembre 2019 (consulté le 11 septembre 2019).
18. 1 2 3  (en) Rafael Antonio Pineda, « 'The Hero is Overpowered but Overly Cautious' Anime Casts Hibiku Yamamura : Atsushi Ono, Keiko Han also join cast of October 2 anime », sur Anime News Network, 20 septembre 2019 (consulté le 20 septembre 2019).
19. 1 2  (ja) « 「慎重勇者」にファイルーズあい＆井澤詩織が出演、だんまや水産とのコラボも », sur natalie.mu,‎ 5 novembre 2019 (consulté le 7 novembre 2019).
20. ↑  (ja) « 今週の新刊情報：電撃文庫、カドカワBOOKS、アース・スターノベル、GA文庫など », sur ln-news.com,‎ 9 décembre 2019 (consulté le 4 juin 2020).
21. ↑  (en) « The Hero Is Overpowered but Overly Cautious, Vol. 1 (light novel) : Light Tuchihi, Saori Toyota », sur Yen Press (consulté le 10 mai 2019).
22. ↑  (ja) « スライム相手に超威力の技を連発！「この勇者が俺TUEEEくせに慎重すぎる」1巻 », sur natalie.mu,‎ 9 mai 2019 (consulté le 10 mai 2019).
23. ↑  (ja) « 【12月9日付】本日発売の単行本リスト », sur natalie.mu,‎ 9 décembre 2022 (consulté le 9 décembre 2022).
24. ↑  (en) Jennifer Sherman, « Yen Press Adds The Hero Is Overpowered but Overly Cautious, 15 More Manga/Novels : Titles include: Im: Great Priest Imhotep, Afterschool Bitchcraft, Raw Hero », sur Anime News Network, 4 juillet 2019 (consulté le 5 juillet 2019).
25. ↑  (en) « The Hero Is Overpowered but Overly Cautious, Vol. 1 (manga) : Light Tuchihi, Saori Toyota, Koyuki », sur Yen Press (consulté le 4 juin 2020).
26. ↑  (ja) « 「この勇者が俺TUEEEくせに慎重すぎる」TVアニメ化、慎重勇者＆駄女神の冒険譚 », sur natalie.mu,‎ 6 mai 2019 (consulté le 10 mai 2019).
27. ↑  (en) Rafael Antonio Pineda, « 'The Hero is Overpowered but Overly Cautious' Anime's Staff, October TV Premiere Listed (Update) : Sword Art Online Alternative: GGO's Masayuki Sakoi directs anime at White Fox », sur Anime News Network, 8 mai 2019 (consulté le 10 mai 2019).
28. ↑  (ja) « ブルーレイ & DVD », sur Site officiel (consulté le 3 octobre 2019).
29. ↑  (en) Jennifer Sherman, « Cautious Hero: The Hero Is Overpowered but Overly Cautious Anime's Episode 3 Delayed by 1 Week : Episode 2 re-airs on Wednesday », sur Anime News Network, 15 octobre 2019 (consulté le 16 octobre 2019).
30. 1 2  (en) Rafael Antonio Pineda, « Cautious Hero: The Hero Is Overpowered but Overly Cautious Anime Delays Episode 10 by 1 Week : Recap episode to air instead this week », sur Anime News Network, 10 décembre 2019 (consulté le 11 décembre 2019).
31. ↑  ameheut, « DÉCOUVREZ NOTRE CATALOGUE D'AUTOMNE ! », sur Wakanim, 2 octobre 2019 (consulté le 2 octobre 2019).
32. ↑  (de) « Cautious Hero: The Hero Is Overpowered but Overly Cautious », sur Wakanim (consulté le 3 octobre 2019).
33. ↑  (en) « Cautious Hero: The Hero Is Overpowered but Overly Cautious », sur Wakanim (consulté le 3 octobre 2019).
34. ↑  (ru) « Cautious Hero: The Hero Is Overpowered but Overly Cautious », sur Wakanim (consulté le 3 octobre 2019).
35. ↑  (en) Crystalyn Hodgkins, « Funimation Adds 7 More Anime to Fall 2019 Simulcast Lineup : Site to stream Kabukicho, Special 7, Cautious Hero, Stand My Heroes, Kemono Michi, Africa Salaryman, Granblue Fantasy », sur Anime News Network, 29 septembre 2019 (consulté le 3 octobre 2019).
36. ↑  (ja) « 音楽情報 », sur Site officiel (consulté le 4 septembre 2019).

### Édition japonaise

#### Light novel
1. 1 2  (ja) « この勇者が俺ＴＵＥＥＥくせに慎重すぎる », sur Kadokawa (consulté le 10 mai 2019).
2. 1 2  (ja) « この勇者が俺ＴＵＥＥＥくせに慎重すぎる２ », sur Kadokawa (consulté le 10 mai 2019).
3. 1 2  (ja) « この勇者が俺ＴＵＥＥＥくせに慎重すぎる３ », sur Kadokawa (consulté le 10 mai 2019).
4. 1 2  (ja) « この勇者が俺ＴＵＥＥＥくせに慎重すぎる４ », sur Kadokawa (consulté le 10 mai 2019).
5. 1 2  (ja) « この勇者が俺ＴＵＥＥＥくせに慎重すぎる５ », sur Kadokawa (consulté le 10 mai 2019).
6. 1 2  (ja) « この勇者が俺ＴＵＥＥＥくせに慎重すぎる６ », sur Kadokawa (consulté le 10 mai 2019).
7. 1 2  (ja) « この勇者が俺ＴＵＥＥＥくせに慎重すぎる７ », sur Kadokawa (consulté le 7 novembre 2019).

#### Manga
1. 1 2  (ja) « この勇者が俺TUEEEくせに慎重すぎる　1 », sur Kadokawa (consulté le 10 mai 2019).
2. 1 2  (ja) « この勇者が俺TUEEEくせに慎重すぎる　2 », sur Kadokawa (consulté le 10 mai 2019).
3. 1 2  (ja) « この勇者が俺TUEEEくせに慎重すぎる　3 », sur Kadokawa (consulté le 14 septembre 2020).
4. 1 2  (ja) « この勇者が俺TUEEEくせに慎重すぎる　4 », sur Kadokawa (consulté le 7 mai 2021).
5. 1 2  (ja) « この勇者が俺TUEEEくせに慎重すぎる　5 », sur Kadokawa (consulté le 10 mars 2022).
6. 1 2  (ja) « この勇者が俺TUEEEくせに慎重すぎる　6 », sur Kadokawa (consulté le 25 novembre 2022).

### Édition française

#### Manga
1. 1 2  « Cautious Hero - vol. 01 », sur Doki-Doki (consulté le 2 avril 2023).
2. 1 2  « Cautious Hero - vol. 02 », sur Doki-Doki (consulté le 2 avril 2023).
3. 1 2  « Cautious Hero - vol. 03 », sur Doki-Doki (consulté le 2 avril 2023).
4. 1 2  « Cautious Hero - vol. 04 », sur Doki-Doki (consulté le 2 avril 2023).
5. 1 2  « Cautious Hero - vol. 05 », sur Doki-Doki (consulté le 2 avril 2023).